# Kadin Jelovac
Kadin Jelovac je naseljeno mjesto u sastavu općine Bosanska Dubica, Republika Srpska, BiH.

## Stanovništvo
| Kadin Jelovac      |              |
| godina popisa      | 1991.        |
| Srbi               | 367 (93,86%) |
| Hrvati             | 0            |
| Muslimani          | 0            |
| Jugoslaveni        | 22 (5,63%)   |
| ostali i nepoznato | 2 (0,51%)    |
| ukupno             | 391          |